# Estádio Olímpico de Riobamba
O Estádio Olímpico de Riobamba (em castelhano:  Estadio Olímpico de Riobamba), é um estádio de futebol localizado em Riobamba, no Equador. Tem capacidade para 14 400 torcedores e é a casa do Olmedo

## História
Foi inaugurado em 14 de março de 1926. Antes pertencia ao Município de Riobamba, mas em 10 de novembro de 1973 foi passado para a Federación Deportiva de Chimborazo através de uma escritura pública assinada pelo doutor Fernando Guerrero Guerrero, ex-prefeito da cidade e ex-presidente do Esporte Matrix Provincial Amateur, outro também que assinou foi Celso Augusto Rodríguez que era o ex-presidente da instituição. Vinte e dois anos depois o estádio foi reformado e foi reinaugurado em 4 de agosto de 1995.
Em 1995 o estádio foi um dos escolhidos para sediar a Copa do Mundo Sub-20. Em 2001 o estádio realizou outra competição, que foi o Campeonato Sul-Americano de Futebol Sub-20 e nos anos de 2007 e 2011 realizou o Campeonato Sul-Americano de Futebol Sub-17.